# Maira albifacies
Maira albifacies är en tvåvingeart som beskrevs av Wulp 1872. Maira albifacies ingår i släktet Maira och familjen rovflugor. Inga underarter finns listade i Catalogue of Life.